# Ceroma swierstrae
Espèce
Ceroma swierstrae est une espèce de solifuges de la famille des Ceromidae.

## Distribution
Cette espèce est endémique d'Afrique du Sud. Elle se rencontre vers Prince Albert et Laingsburg.

## Description
Le mâle holotype mesure 15 mm et la femelle 19 mm.

## Publication originale
- Lawrence, 1935 : New species of Solifugae in the collection of the Transvaal Museum. Annals of the Transvaal Museum, vol. 15, p. 505-512.